# Louňovice pod Blaníkem
Louňovice pod Blaníkem jsou městys v okrese Benešov ve Středočeském kraji, asi patnáct kilometrů východně od města Votice a osm kilometrů jižně od města Vlašim. Skládá se z pěti místních částí – Louňovice pod Blaníkem, Býkovice, Mrkvová Lhota, Rejkovice a Světlá. V celé obci je evidováno celkem 327 domů, z toho v samotných Louňovicích je jich 279. Žije zde 661 obyvatel.

## Historie

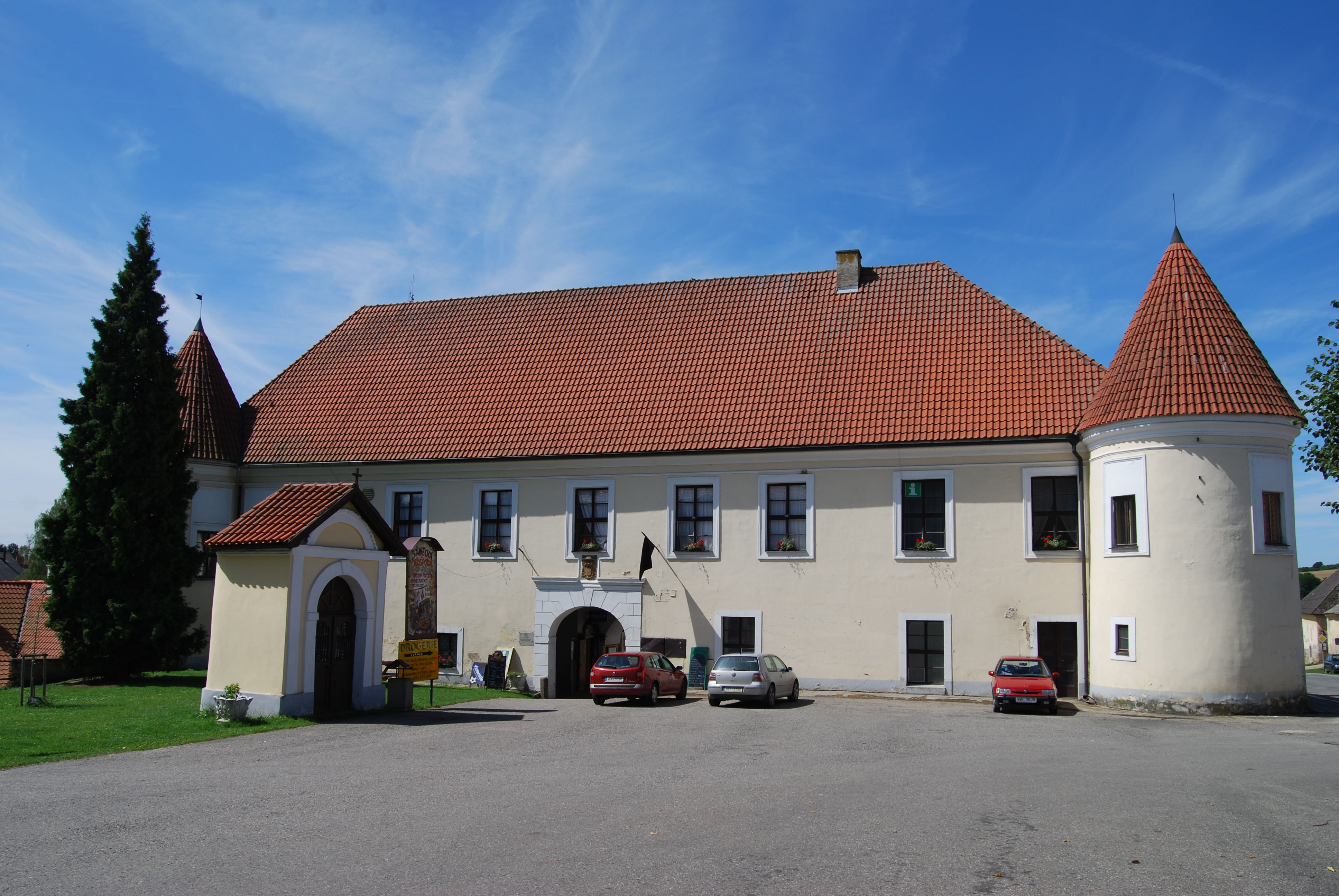
Zámek Louňovice pod Blaníkem

Ve starých spisech lze nalézt jméno obce pod názvem Lúňovice či Lunovice. Podle tohoto jména odvozuje Antonín Vlasák ve svém popisu vlašimského okresu ze skutečnosti, že obec byla založena mezi oběma vrchy Blaníky. Tedy v samotném lůně.
Nejstarší dějiny tohoto městysu na jihu benešovského okresu jsou úzce spojeny s osudy jeho ženského premonstrátského louňovického kláštera, který byl založen roku 1149 mnichem Jindřichem v tehdy pusté krajině jako protějšek želivského kláštera. O jeho počátcích ve 12. století jsou dochovány písemné zprávy v Jarlochově kronice. Klášter, který sehrál důležitou úlohu v hospodářském a kulturním zvelebení Podblanicka, se záhy rozmohl. Ovládl během svého téměř 300letého trvání řadu osad v okolí. Při samotném klášteře vznikla záhy osada – dnešní Louňovice.
Louňovický klášter zanikl roku 1420 na samém počátku husitských válek, kdy byl Žižkou vypálen. K dobytí kláštera došlo patrně 23. srpna 1420 a Louňovice připadly Táboru. Ten je držel až do roku 1547, kdy o ně táborští přišli konfiskací majetku Ferdinandem I. jako následek jejich nezdařeného odboje. V druhé polovině 16. století a v 17. století patřily Louňovice pod Blaníkem Skuhrovským. Později vrchností byli páni z Říčan. Bezdětný Karel Adam Lev z Říčan ve své poslední vůli Louňovice roku 1672 odkázal pražskému arcibiskupství, které vlastnilo louňovický statek a lesy až do roku 1924. Od 23. ledna 2007 byl obci vrácen status městyse.

## Přírodní poměry
Louňovicím vévodí dva zalesněné skalnaté vrchy – Malý Blaník a Velký Blaník. Z nich zvláště Velký Blaník o výšce 638 metrů je charakteristickým bodem rozsáhlé zvlněné krajiny, která tvoří přechod mezi Středočeskou pahorkatinou a Českomoravskou vrchovinou. Velký Blaník byl osídlen již před začátkem našeho letopočtu. Žili na něm lidé halštatskolaténské kultury. V době osídlení naší země Kelty zde bylo hradiště, později tvrz. Na Velkém Blaníku jsou patrné pozůstatky opevnění v podobě mohutných kamenných valů.
Blaník je opředen mnoha pověstmi, které mají původ zřejmě již v keltských dobách. Podle legendy, která má původ ve druhé polovině 15. století, odpočívá uvnitř hory Blaník vojsko. Jeho velitelem je sám patron země České svatý Václav. Až bude naše vlast v největší tísni, zazelená se suchý dub na Blaníku a pramen pod ním vydá tolik vody, že studánku přeplní a voda poteče až po stráni dolů. Pak se otevře hora, rytíři uvnitř se probudí z hlubokého spánku, vyrazí proti nepřátelům, porazí je a v Čechách nastane opět klid a mír.
O proslavení Blaníku se zasloužilo mnoho významných umělců. Alois Jirásek ztvárnil blanickou legendu ve svých Starých pověstech českých. Hora svou symboličností poskytla námět též řadě hudebníků (Bedřich Smetana, Zdeněk Fibich) a malířům-krajinářům ve druhé polovině 19. století (Julius Mařák či Mikoláš Aleš).
Vrchol Malého Blaníku měří 564 metrů. Nachází se na něm zříceninu poutní kaple svaté Máří Magdaleny. Stavba byla dokončena v roce 1753, zrušena pak v roce 1783 nařízením císaře Josefa II. Od té doby zub času vykonal dílo zkázy. Uprostřed zříceniny dnes roste obrovský smrk.
Oblast Podblanicka je chráněnou krajinnou oblastí Blaník.

## Pamětihodnosti
- Kostel Nanebevzetí Panny Marie je barokní a stojí na místě původního románského kostela, který byl součástí rozsáhlého klášterního areálu.
- Na návsi stojí louňovický zámek.
- U Blanice stával zaniklý Jeřábkův mlýn (čp. 78).

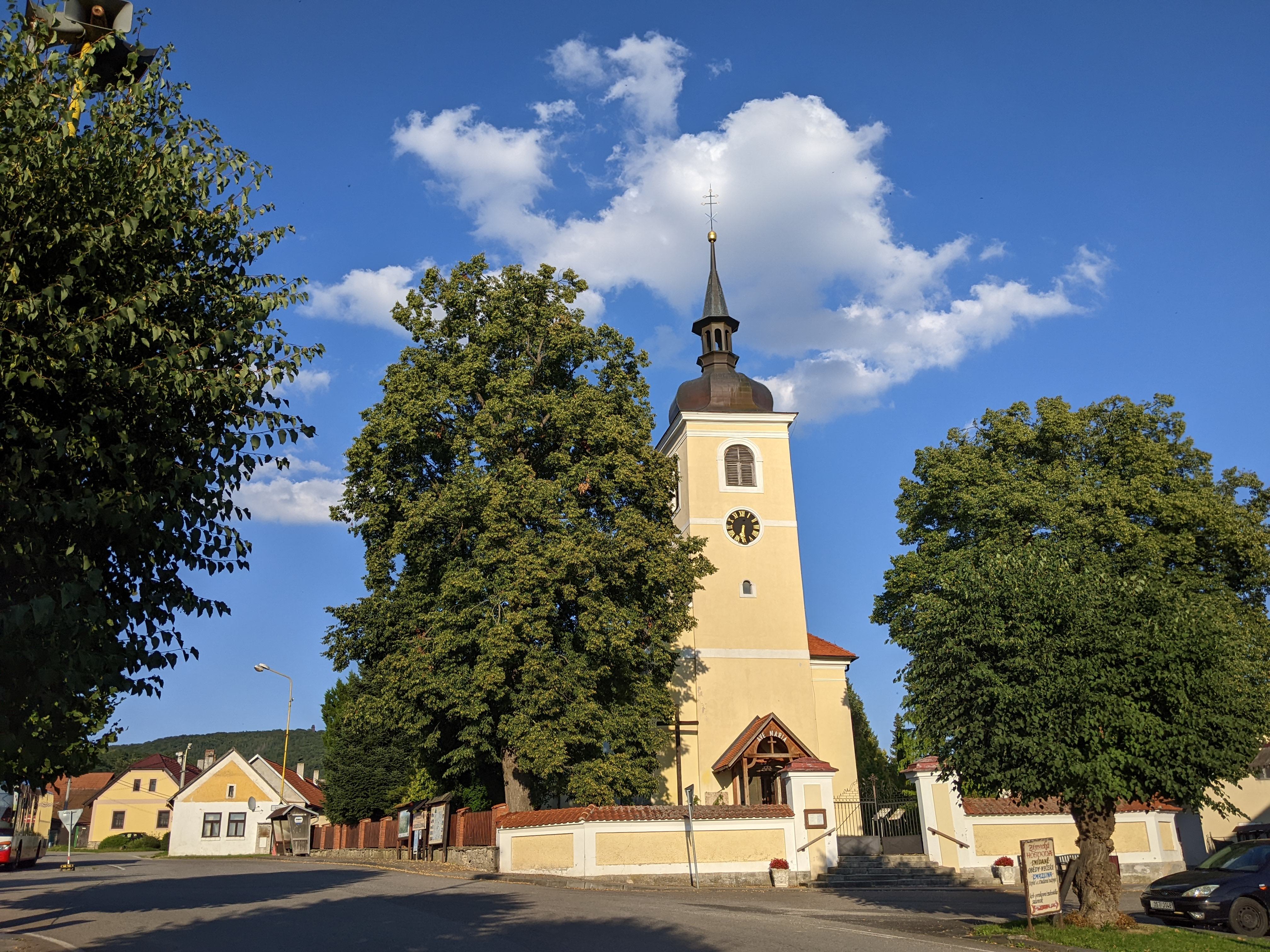
Kostel Nanebevzetí Panny Marie a náměstí J. Žižky
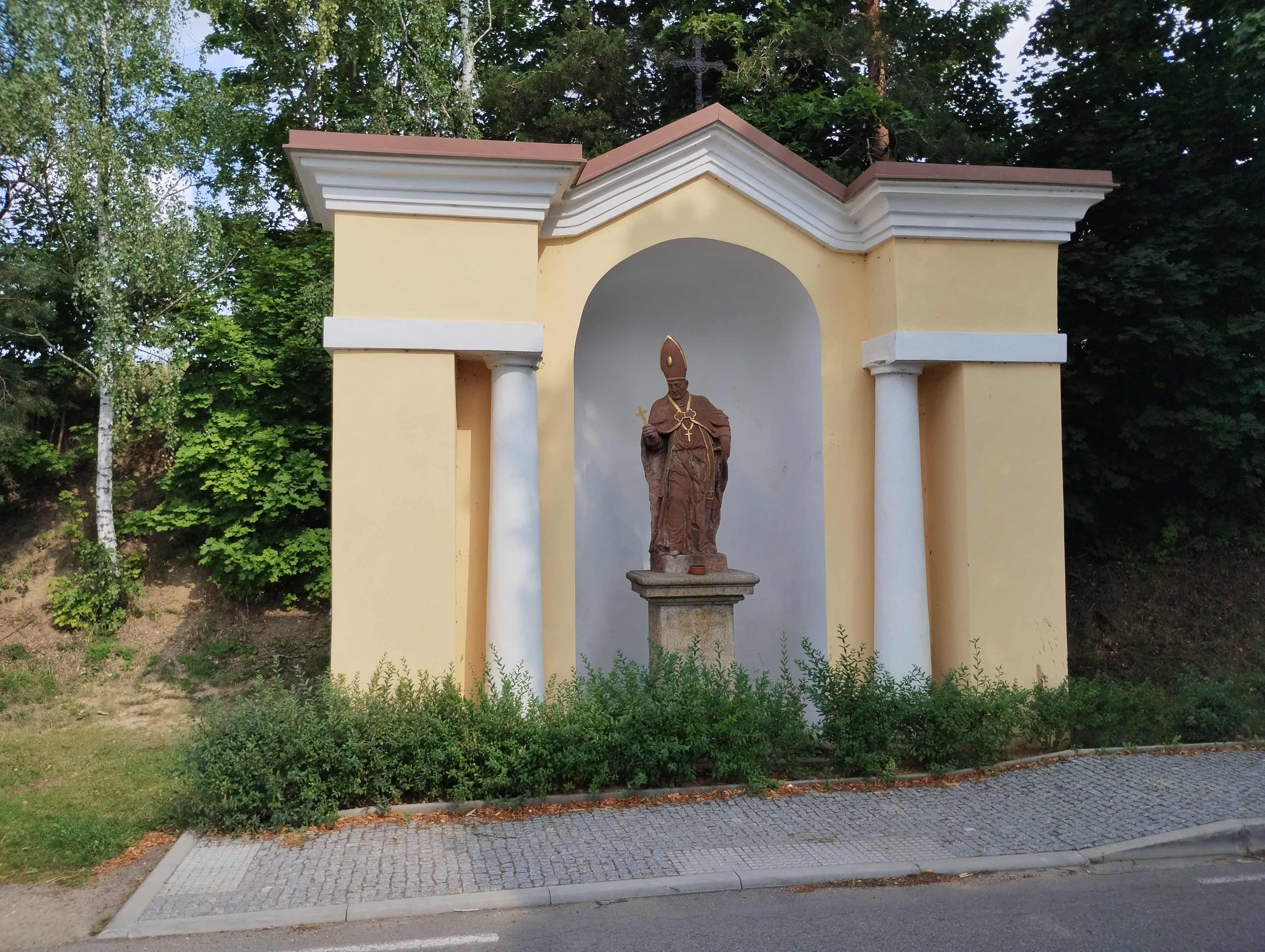
Kaple svatého Prokopa
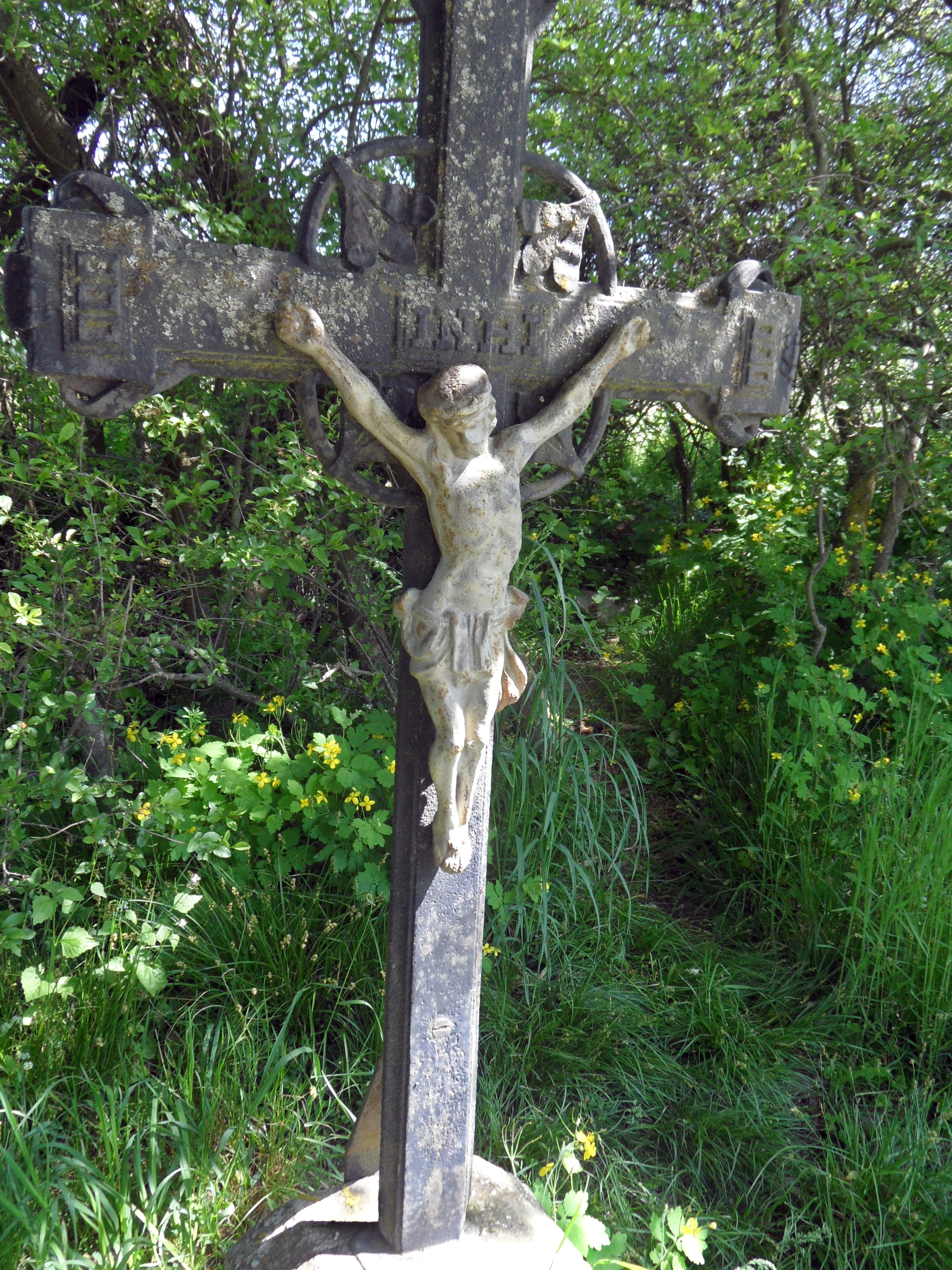
Kříž u cesty (ulice Blanická, silnice II/150)

## Rodáci

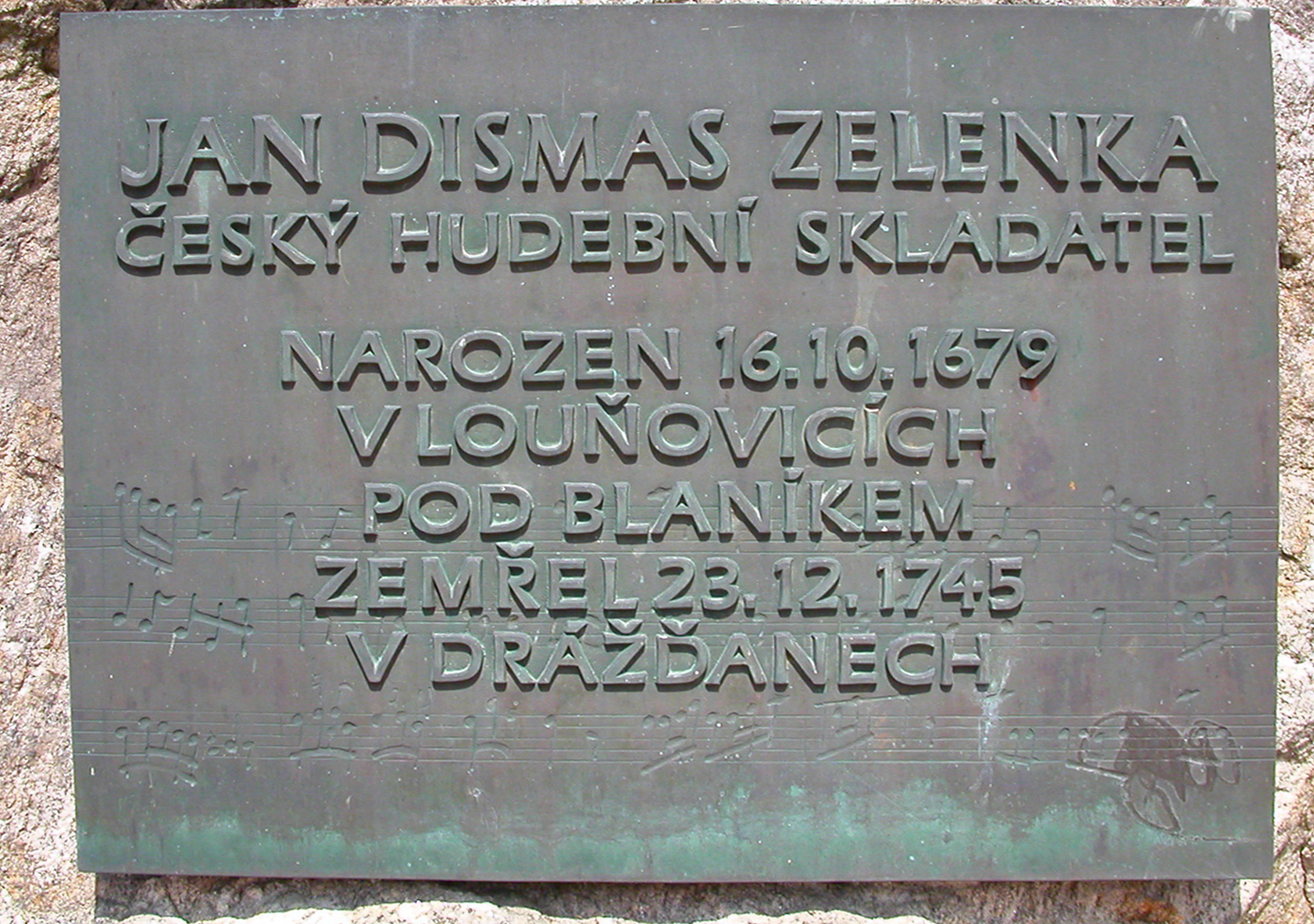
Pamětní deska Jana Dismase Zelenky na místě jeho rodného domu

Jan Dismas Zelenka – světově proslulý barokní hudební skladatel, který se v Louňovích pod Blaníkem narodil 16. října 1679. Získal zde také základní hudební vzdělání od otce Jiříka Zelenky Bavorovského (1649–1724), který byl v Louňovích pod Blaníkem kantorem a varhaníkem.
Jeden z nejvýznamnějších skladatelů období vrcholného baroka a jeden z prvních českých skladatelů, který byl též inspirován lidovou hudbou. Na jeho počest se v Louňovicích pravidelně v říjnu koná hudební festival Podblanický hudební podzim.